# Stegastes planifrons
Stegastes planifrons är en fiskart som först beskrevs av Cuvier, 1830.  Stegastes planifrons ingår i släktet Stegastes och familjen Pomacentridae. Inga underarter finns listade i Catalogue of Life.